# سرطان المعدة
سرطان المعدة (بالإنجليزية: stomach cancer)‏ هو السرطان الرابع المُسبب للوفاة في العالم والسرطان الخامس من حيث نسبة الإصابة. ينتشر سرطان المعدة بشكل كبير في الصين، كوريا، اليابان، وأمريكا الجنوبية. يحدث بنسبة أكبر في الرجال مقارنة بالنساء. تُعد الإصابة ببكتيريا الملوية البوابية (المسببة لالتهاب المعدة وقُرحة المعدة) هي المسبب الرئيسي أيضًا لسرطان المعدة في حوالي 70-60% من الحالات.
يرتبط سرطان المعدة بالأطعمة التي تحوي على نسبة عالية من النَيترات ( Nitrate) و الملح ، والأطعمة المُدَخنة. كما يرتبط بالنظام الغذائي الذي يفتقر إلى الفواكه والخضروات الطازجة، والفيتامينات مثل فيتامين جي و ألف. يُعتقد أن انتشاره في دول مثل كوريا والصين و اليابان يرجع إلى تناول السمك المملح بصورة أساسية وأيضاً الأطعمة المعلبة والمواد التي تحوي على المواد الحافظة. لم يتم تحديد أي خلل وراثي سائد على الرغم من زيادة خطر الإصابة بالسرطان بمقدار مرتين إلى ثلاثة مرات لدى الأشخاص الذين لديهم أقارب أُصيبوا بسرطان المعدة. أيضًا وجد أن هناك علاقة بين سرطان المعدة في الأشحاص الذين يحملون فصيلة الدم من النوع A .
لسوء الحظ فإن معظم المصابين لا تظهر عليهم أيّ أعراض في البداية، أو تظهر عليهم أعراض تشبه قرحة المعدة مثل آلم المعدة، حرقة المعدة، والغثيان، وفقدان الشهية، وهذا يجعل من اكتشاف سرطان المعدة في وقت مبكر أمرًا صعبًا، ويخفض نسبة البقاء على قيد الحياة لمدة خمس سنوات إلى 30%. الأعراض المتأخرة تتمثل في فقدان الوزن واصفرار الجلد وبياض العين والقيء وعسر البلع ووجود دم في البراز بالإضافة إلى أعراض أخرى، كما يمكن انتشار السرطان من المعدة ليصل إلى أجزاء أخرى من الجسم خاصة الكبد والرئة والعظام والبطن والعقدة الليمفاوية.
تعد الإصابة ببكتريا الملوية البوابية السبب الأكثر شيوعًا للإصابة بسرطان المعدة وهي السبب وراء أكثر من 70- 60% من الحالات، ويكون لبعض أنواع الملوية البوابية أخطار أكبر من الأنواع الأخرى، كما تتمثل بعض عوامل الخطرة الأخرى في التدخين وعوامل غذائية مثل الخضار المخلل والسمنة، وتنتقل نحو 10% من الحالات بين أفراد العائلات ويصاب ما يتراوح بين 1% و3% من الحالات بسرطان المعدة بسبب متلازمات وراثية تورث من والدي الشخص مثل سرطان المعدةِ المنتشر الوراثي، وتنتدرج معظم حالات سرطان المعدة تحت نوع السرطانة المَعِدي، ويمكن تقسيم هذا النوع إلى عدة أنواع فرعية، بالإضافة إلى ذلك فيمكن تكون أورام اللمفوما واللحمة المتوسطة في المعدة، وفي معظم الوقت، يتكون سرطان المعدة على مراحل على مر السنوات، ويجرى التشخيص غالبًا عن طريق الخزعة خلال التنظير الداخلي، ويتبع ذلك التصوير التشخيصي الطبي لتحديد إذا كان المرض قد انتشر لأجزاء أخرى من الجسم.
تقلل حمية البحر الأبيض المتوسط من خطر السرطان مثل إيقاف التدخين، كما أظهرت بعض الأدلة الأولية أن معالجة الملوية البوابية تقلل من أخطار المستقبل، فإذا تم علاج السرطان مبكرًا، يمكن شفاء الكثير من الحالات، وقد يشمل العلاج بعض العمليات والعلاج الكيميائي والعلاج بالأشعة والعلاج الموجه، ولكن إذا بدء العلاج متأخرًا، قد ينصح بـالرعاية التلطيفية، ولكن غالبًا ما تكون النتائج ضعيفة ويصل معدل البقيا لخمس سنوات إلى أقل من 30% عالميًا.، ويكمن السبب الرئيسي وراء ذلك أن معظم المصابين يكونوا في حالات متقدمة من المرض، وفي الولايات المتحدة، يصل معدل البقيا لخمس سنوات لـ 28%، في حين وصل في جنوب كوريا إلى أكثر من 65% بسبب جهود الفحوصات.
يُعد سرطان المعدة السرطان الرابع المُسبب للوفاة في العالم والسرطان الخامس من حيث نسبة الإصابة.
في عام 2020م، تسبب سرطان المعدة في وفاة ما يَقرُب من 800 ألف شخص حول العالم (وهو ما يمثل 7.7٪ من جميع وفيات السرطان). فيما شُخص حوالي 1.1 مليون حالة جديدة بسرطان المعدة (وهو ما يمثل 5.6% من جميع حالات السرطان). تَرَكَزَت حوالى 75% من الحالات_ الإصابات والوفيات على السواء_ في قارة آسيا.
وقبل ثلاثينات القرن العشرين وفي معظم بلاد العالم بما في ذلك معظم دول الغرب المتقدمة، كان يعد سرطان المعدة السبب الأكثر شيوعًا للوفاة من السرطان، وقلت معدلات الوفاة في العديد من المناطق حول العالم منذ ذلك الحين، ويعتقد الكثير أن ذلك بسبب تناول أطعمة أقل ملوحة وليس مخلل نتيجة لتطور عملية التثليج بوصفها طريقة للحفاظ على الطعام طازجًا، ويعد سرطان المعدة شائعًا في شرق آسيا وأوروبا الشرقية، وتتضاعف نسبها في الذكور مقارنة بالنساء.

## علم الأوبئة
على الرغم من انخفاض معدلات الإصابة والوفيات خلال العقود الماضية، إلا أن سرطان المعدة مازال يحتل المرتبة الخامسة من حيث عدد الإصابات بالسرطان والمرتبة الرابعة من حيث عدد الوفيات التي يسببها السرطان في جميع أنحاء العالم.
في عام 2020م، تسبب سرطان المعدة في وفاة ما يَقرُب من 800 ألف شخص حول العالم (وهو ما يمثل 7.7٪ من جميع وفيات السرطان). فيما شُخص حوالي 1.1 مليون حالة جديدة بسرطان المعدة (وهو ما يمثل 5.6% من جميع حالات السرطان). تَرَكَزَت حوالى 75% من الحالات_ الإصابات والوفيات على السواء_ في قارة آسيا.
يصيب سرطان المعدة في الغالب كبار السن. يبلغ متوسط عمر الأشخاص عند تشخيصهم 68 عامًا. حوالي 6 من كل 10 أشخاص يتم تشخيص إصابتهم بسرطان المعدة كل عام يبلغون من العمر 65 عامًا أو أكبر.
إن خطر الإصابة بسرطان المعدة أعلى لدى الرجال (حوالي 1 من 96) مقارنة بالنساء (حوالي 1 من 152). لكن المخاطر التي يتعرض لها كل شخص يمكن أن تتأثر بالعديد من العوامل الأخرى.
في أوائل القرن العشرين، كان سرطان المعدة هو السرطان الرئيسي المُسبب للوفاة في الولايات المتحدة. بيد أن النسبة انخفضت في السنوات الأخيرة ،انخفاض نسبة الإصابات بسرطان المعدة ليست واضحة،  لكن يُعتقد أن هناك عاملين رئيسيين هما:
السببب الأول زيادة استخدام التبريد في تخزين الطعام، أدى هذا إلى تقليل استهلاك الأطعمة المملحة والمُدَخَنة (وهما من عوامل الخطر الرئيسية لسرطان المعدة). السبب الثاني هو انخفاض نسبة الإصابة ببكتيريا الملتوية البوابية أو جرثومة المعدة المسؤولة عن 60-70 % من حالات سرطان المعدة.
في حين أن سرطان المعدة أصبح أقل شيوعا في الولايات المتحدة، فإنه لا يزال أكثر شيوعا في بعض أجزاء أخرى من العالم، وخاصة في شرق آسيا. ولا يزال أحد الأسباب الرئيسية للوفيات المرتبطة بالسرطان في العالم.

## عوامل الخطر
عامل الخطر هو أي شيء يزيد من فرص الإصابة بالمرض. السرطانات المختلفة لها عوامل خطر مختلفة. لكن وجود عامل خطر واحد أو حتى العديد من عوامل الخطر لا يعني حتمية الإصابة بالمرض. كثير من الناس الذين يعانون من واحد أو أكثر من عوامل الخطر لا يصابون بالسرطان، في حين أن أخرين قد يصابون بالسرطان بالرغم وجود عدد قليل من عوامل الخطر أو لا يوجد أي عامل خطر. وجد العلماء العديد من عوامل الخطر التي تجعل الشخص أكثر عرضة للإصابة بسرطان المعدة. بعض هذه يمكن السيطرة عليها، ولكن البعض الآخر لا يمكن.

### الجنس
إن خطر الإصابة بسرطان المعدة أعلى لدى الرجال (حوالي 1 من 96) مقارنة بالنساء (حوالي 1 من 152). لكن المخاطر التي يتعرض لها كل شخص يمكن أن تتأثر بالعديد من العوامل الأخرى.

### العمر
يصيب سرطان المعدة في الغالب كبار السن. يبلغ متوسط عمر الأشخاص عند تشخيصهم 68 عامًا. حوالي 6 من كل 10 أشخاص يتم تشخيص إصابتهم بسرطان المعدة كل عام يبلغون من العمر 65 عامًا أو أكبر.

### التوزيع الجغرافي
تَرَكَزَت حوالى 75% من حالات الإصابات والوفيات على السواء في قارة آسيا خصوصًا اليابان وكوريا والصين.

### الإصابة ببكتيريا الملتوية البوابية

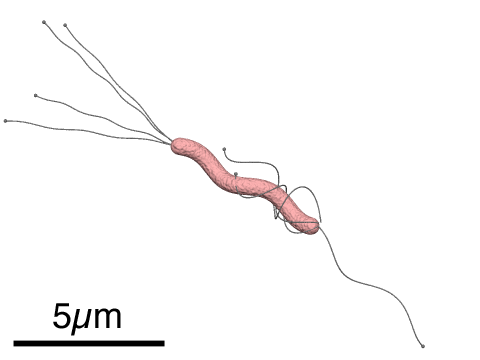
رسم تخطيطي البكتيريا الملتوية البوابية المسببة لسرطان المعدة

تعتبر الإصابة ببكتريا ببكتريا الملتوية البوابية أو المعروفة أيضًا بجرثومة المعدة هي السبب الرئيسي لسرطان المعدة خاصة سرطانات الجزء السفلي من المعدة. يؤدي إصابة المعدة بهذا الجرثوم على المدى الطويل إلى التهاب المعدة الضموري التي قد تنتهي إلى سرطان.
بالرغم من أن هذه البكتيريا مسؤولة عن 60-70% من حالات سرطان المعدة إلا أن معظم الناس الذين يحملون هذه الجرثومة في المعدة لا يصابون بالسرطان. ملايين من البشر مصابون بهذه البكتيريا إلا أن 1-3% من الأشخاص يصابون بالسرطان، وهو ما يشي بوجود عوامل أخرى تزيد من إحتمالية حدوث السرطان جنبًا إلى جنب مع هذه البكتريا. يُعزي الباحثون ذالك إلى نوع البكتريا حيث يعتقدون أن بعض أنواع البكتيريا تكون أكثر احتمالية لإحداث السرطان.

### زيادة الوزن أو السمنة
يرتبط زيادة الوزن أو السمنة بزيادة خطر الإصابة بسرطانات الجزء العلوي من المعدة بالقرب من المريء.

### الغذاء
يزداد خطر الإصابة بسرطان المعدة لدى الأشخاص الذين تشتمل وجباتهم الغذائية على كميات كبيرة من الأطعمة المحفوظة بالتمليح، أو الأطعمة المُدخنة،
إلا أن التطور المطرد في عملية حفظ الأطعمة وظهور تقنية التبريد أدى إلى خفض هذا النوع من الخطر بنسبة ملحوظة في الدول المتقدمة مثل الولايات المتحدة الإميريكية، لكنهُ مازال يمثل عامل خطر في الدول الفقيرة التي تعتمد على تقنيات التَدخِين أو التَملِيح في حفظ الأطعمة مثل الأسماك واللحوم و الخضروات المخللة.
في أوائل القرن العشرين، كان سرطان المعدة هو السرطان الرئيسي المُسبب للوفاة في الولايات المتحدة. بيد أن النسبة انخفضت في السنوات الأخيرة، انخفاض نسبة الإصابات بسرطان المعدة ليست واضحة،  لكن يُعتقد أن زيادة استخدام التبريد في تخزين الطعام أدى إلى تقليل استهلاك الأطعمة المملحة والمُدَخَنة وهما من عوامل الخطر الرئيسية لسرطان المعدة.
تناول القليل من الفواكه أو عدم تناولها يزيد من خطر الإصابة بسرطان المعدة. من ناحية أخرى ، يبدو أن تناول الكثير من الفواكه الطازجة (خاصة الحمضيات) والخضروات النيئة يقلل من خطر الإصابة بسرطان المعدة.

### التدخين
التدخين يزيد من خطر الإصابة بسرطان المعدة، وخاصة سرطانات الجزء العلوي من المعدة بالقرب من المريء. معدل سرطان المعدة لدي المدخنين حوالي الضعف مقارنة بغير المدخنين.

### جراحة المعدة السابقة
من المرجح أن تطور سرطانات المعدة قد يزداد لدى الأشخاص الذين خضعوا لعملية إزالة جزء من المعدة لعلاج الأمراض غير السرطانية مثل القرحة المعدية. قد يكون بسبب أن المعدة تنتج كمية أقل من الحمض الذي يلعب دور هام في تعقيم الطعام وقتل البكتيريا الضارة، فإن انخفاض نسبة الحمض بعد العملية الجراحية قد يسمح بنمو البكتيريا الضارة التي قد تكون مسرطنة. قد يؤدي ارتجاع الصفراء من الأمعاء الدقيقة إلى المعدة بعد الجراحة إلى زيادة الخطر الإصابة بيد أن هذا النوع من الخطر يظهر عادة بعد سنوات عديدة من الجراحة.

### الأورام الحميدة في المعدة
الأورام الحميدة هي نمو غير سرطاني على بطانة المعدة. معظم أنواع الاورام الحميدة (مثل الاورام الحميدة المفرطة التنسج أو الاورام الحميدة الالتهابية) لا يبدو أنها تزيد من خطر إصابة الشخص بسرطان المعدة كثيرًا. لكن السلائل الغُدِيَّة يمكن أن تتطور في بعض الأحيان إلى سرطان.

### فقر الدم الخبيث
بعض الخلايا في بطانة المعدة تقوم بتصنيع مادة تسمى العامل الداخلي يحتاجه الجسم في عملية امتصاص فيتامين ب 12. قد ينتهي الأمر بالأشخاص الذين ليس لديهم ما يكفي من هذه العامل بنقص فيتامين B12، مما يؤثر على قدرة الجسم على تكوين خلايا دم حمراء جديدة ويمكن أن يسبب مشاكل أخرى أيضًا. هذا النوع من المرض يسمى فقر الدم الخبيث يمكن أن يكون سببه بعض أمراض المناعة الذاتية. جنبا إلى جنب مع فقر الدم ، فإن الأشخاص الذين يعانون من هذا المرض لديهم خطر متزايد للإصابة بسرطان المعدة يعتقد أنه بسبب نقص انتاج الحمض المعدي المسؤول عن تعقيم الطعام من البكتريا الضارة والمسرطنة.

### متلازمات السرطان الموروثة
يرث بعض الأشخاص طفرات جينية من والديهم تؤدي إلى حالات يمكن أن تزيد من خطر الإصابة بسرطان المعدة. هذه المتلازمات الموروثة لا تمثل سوى نسبة صغيرة من سرطانات المعدة في جميع أنحاء العالم.

### التأريخ العائلي
الأشخاص الذين لديهم أقارب من الدرجة الأولى (الوالدين أو الأشقاء) الذين أصيبوا بسرطان المعدة هم أكثر عرضة للإصابة بهذا المرض. ومع ذلك ، فإن معظم الأشخاص الذين يصابون بسرطان المعدة ليس لديهم تاريخ عائلي.

### عدوى فيروس إبشتاين-بار (EBV)
يصاب معظم الناس بهذا الفيروس في وقت ما من حياتهم، وعادة ما يكونون أطفالًا أو مراهقين. تم ربط الإصابة بهذه الفيروس بـ سرطان البلعوم الأنفي وإلى بعض أشكال سرطانات الغدد الليمفاوية. كما أنه موجود في الخلايا السرطانية في 5% إلى 10% من الأشخاص المصابين بسرطان المعدة، على الرغم ذالك مازال لم يتضح بعد ما إذا كان الفيروس يسبب سرطان المعدة بالفعل.

### الزمرة أو الفصيلة الدموي
لأسباب غير معروفة، يكون الأشخاص الذين يحملون فصيلة دم من النوع A (أ) أكثر عرضة للإصابة بسرطان المعدة.

## الوقاية
- تناول كمية كافية من الخضار والفواكه، واحرص على اختيار تشكيلة متنوعة منها بالشكل واللون أيضًا.
- قلل مأخوذك من الأغذية المملحة والمدخنة والمخللات.
- اقلع عن التدخين.
- استشر طبيبك في ما إذا كنت من الفئة التي ترتفع لديها مخاطر الإصابة بسرطان المعدة، وقد ينصحك بإجراء تنظير دوري للمعدة.

## الأعراض والعلامات
عادة ما يكون سرطان المعدة في مراحله الأولى بدون أعراض أو أعراض خفيفة تُشبه قرحة المعدة وهو ما يؤدي بدوره إلى التشخيص المتأخر للسرطان ويخفض نسبة البقاء على قيد الحياة لمدة خمس سنوات إلى 30%. يمكن اكتشافه أثناء التنظير الداخلي للتحقق من عسر الهضم. يعاني 65% من المرضى في المراحل المتقدمة من فقدان الوزن، ويعاني 50% منهم من آلام تشبه ألم قرحة المعدة. يحدث فقدان الشهية والغثيان لدى 30% ، في حين أن الشعور بالشبع المبكر، وقيء الدم، و عسر الهضم أقل شيوعًا. يحدث عسر البلع في الأورام التي تصيب مدخل المعدة العلوي الذي يمر من خلاله الطعام من المريء إلى تجويف المعدة. فقر الدم الناجم عن نقص الحديد شائع في سرطانات الجهاز الهضمي بشكل عام يحدث نتيجة النزف البطيء والمستمر من المكان الذي نشأء فيه السرطان، لذالك فإن ظهور أعراض فقر الدم الناجم عن عوز الحديد في كبار السن يُعتَبَر نزيف في الجهاز الهضمي أو سرطان حتى يثبُت العكس.يعتبر الكبد هو المكان الأكثر شيوعا الذي ينتشر إليه الورم عن طريق الدم لذالك قد يُسبب أعراض كَبِدِية مثل اليرقان أو الاستسقاء. في بعض الأحيان قد ينتشر الورم إلى الغدد الليمفاوية فوق الترقوة (علامة تروازييه)، أو حول السُرَةٌ (عقدة الأخت جوزيف)، أو يمكن أن ينتشر إلى المبيض في النساء (ورم كروكنبرج).
بَيٌد أن هذه الأماكن ينتشر إليها سرطانات الجهاز الهضمي الأخرى.

## التشخيص

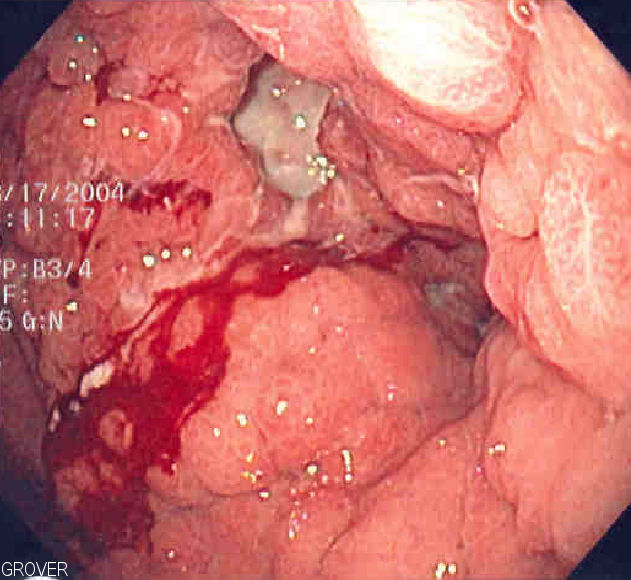
صورة تحت المجهر يظهر فيها الخلايا سرطانية

لتحديد سبب الأعراض، يقوم الطبيب بجمع التاريخ الطبي للمريض، وإجراء فحص سريري، وقد يطلب اختبارات معملية. قد يخضع المريض أيضًا لواحد أو أكثر من الفحوصات التالية:
- التنظير الهضمي العلوي (التنظير المعدي): يُعد الطريقة التشخيصية المفضلة، حيث يتم إدخال كاميرا ألياف بصرية في المعدة لفحصها بصريًا.
- الأشعة السينية للجهاز الهضمي العلوي (سلسلة الأشعة المريئية المعدية المعوية العلوية أو تصوير الباريوم): تُستخدم لرؤية تشوهات في المعدة.
- التصوير المقطعي المحوسب (CT) للبطن: يمكن أن يكشف عن سرطان المعدة، ويُستخدم بشكل خاص لتحديد مدى انتشار الورم إلى الأنسجة المجاورة أو العقد الليمفاوية القريبة. يشير زيادة سُمك جدار المعدة لأكثر من 1 سم مع مظهر بؤري وغير منتظم إلى احتمال الإصابة بسرطان المعدة.[33] في عام 2013، أفاد علماء صينيون بنجاح تجربة أولية لاختبار تنفسي يشبه جهاز قياس نسبة الكحول في التنفس، يهدف إلى تشخيص سرطان المعدة من خلال تحليل المركبات الكيميائية المنبعثة من الزفير، دون الحاجة إلى إجراء تنظير داخلي تدخلي. وقد اكتملت تجربة سريرية واسعة النطاق لهذه التقنية في عام 2014. إذا ظهرت أنسجة غير طبيعية أثناء الفحص بالتنظير، يتم أخذ خزعة بواسطة الجراح أو أخصائي الجهاز الهضمي. ثم تُرسل العينة إلى اختصاصي علم الأمراض لفحصها مجهريًا والتحقق من وجود خلايا سرطانية. يُعد الفحص النسيجي للخزعة الطريقة الوحيدة المؤكدة لتشخيص سرطان المعدة. تم تطوير تقنيات تنظيرية متقدمة لزيادة دقة اكتشاف التغيرات في الغشاء المخاطي، مثل استخدام صبغات تبرز بنية الخلايا وتساعد في تحديد المناطق التي قد تكون سرطانية. كما تُستخدم تقنية التنظير الخلوي (Endocytoscopy) التي توفر تكبيرًا فائقًا لرؤية بنية الخلايا بشكل أكثر تفصيلًا لتحديد مناطق خلل التنسج. تُجرى أيضًا أبحاث حول استخدام التصوير المقطعي البصري التوافقي (Optical Coherence Tomography) لأغراض تشخيصية مماثلة.[34] العلامات الجلدية المرتبطة بسرطان المعدة: هناك بعض الحالات الجلدية التي قد ترتبط بسرطان المعدة، مثل الشواك الأسود (Acanthosis nigricans)، وهو فرط تصبغ وسماكة في الجلد، يظهر غالبًا في الإبطين والفخذين. كما تشمل العلامات الجلدية الأخرى "راحة اليد الثلاثية" (Tripe Palms)، وهي حالة مشابهة تصيب راحة اليد، بالإضافة إلى علامة ليزر-ترلات (Leser-Trelat sign)، التي تتمثل في ظهور سريع لآفات جلدية تُعرف بالتقرن الدهني.[35] الفحوصات المخبرية: قد تُجرى اختبارات دم متعددة، مثل تعداد الدم الكامل (CBC) للكشف عن فقر الدم، واختبار الدم الخفي في البراز للتحقق من وجود دم في البراز، مما قد يشير إلى نزيف داخلي.[36]

### علم الأنسجة المرضية

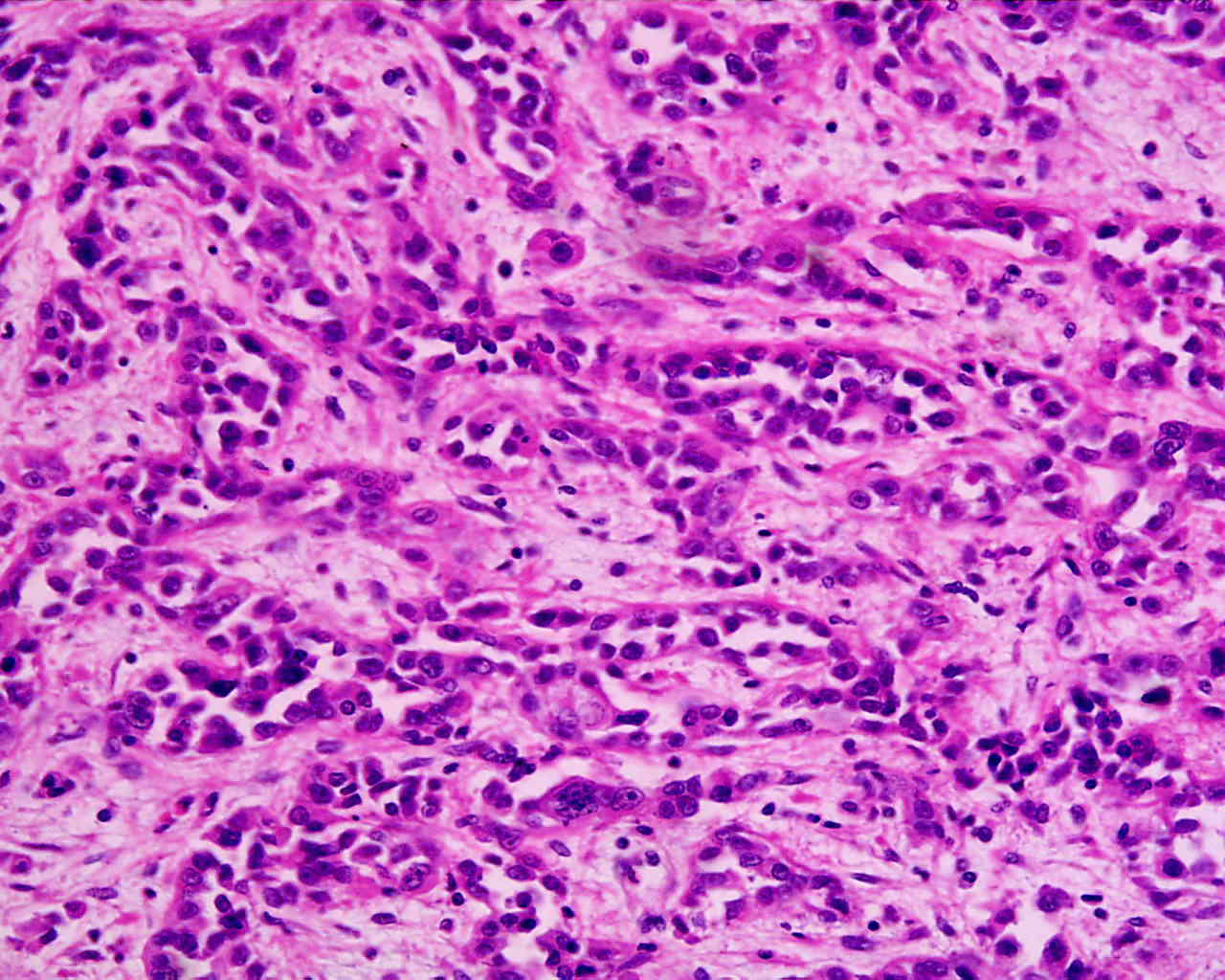
سرطان غدي معدي ضعيف إلى متوسط التمايز. تلوين الهيماتوكسيلين والإيوزين (H&E).

سرطان الغدد المعدي هو ورم خبيث ينشأ من الظهارة الغدية في الغشاء المخاطي للمعدة، ويمثل حوالي 90% من سرطانات المعدة. حسب تصنيف سرطان الغدد المعدي (تصنيف لورين، يوجد نوعان رئيسيان من سرطان الغدد المعدي
- النوع المعوي : تتكون الخلايا السرطانية من هياكل أنبوبية غير منتظمة متعددة الطبقات، مع وجود عدة تجويفات، وكمية قليلة من السدى (نسيج داعم)، مما يعطي مظهرًا متراصًا ("back to back"). غالبًا ما يكون مصحوبًا بتغيرات تحول معوي (Intestinal Metaplasia) في الغشاء المخاطي المجاور. يمكن أن يُصنف إلى ثلاث درجات وفقًا لبنية الغدد وشكل الخلايا وإفراز المخاط: مُتمايز جيدًا، متوسط التمايز، وضعيف التمايز
- النوع المنتشر: الخلايا السرطانية غير متماسكة وتفرز المخاط الذي يتراكم في الفراغات بين الأنسجة، مكونًا بركًا كبيرة من المخاط أو المادة الغروية (تظهر كمساحات "فارغة" عند الفحص المجهري). يُعرف أيضًا بأسماء أخرى مثل سرطان مخاطي، سرطان غروي، لينيتس بلاستيكا، أو معدة القنينة الجلدية. غالبًا ما يكون ضعيف التمايز. في سرطان الخلايا الخاتمية، يبقى المخاط داخل الخلية السرطانية، مما يؤدي إلى دفع النواة إلى المحيط، مكونًا خلايا مميزة تشبه "الخاتم".

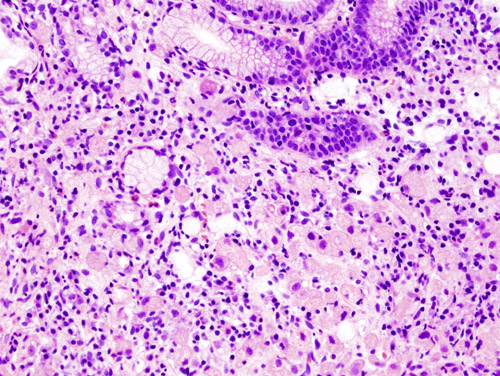
سرطان الخلايا الخاتمية في المعدة. تلوين الهيماتوكسيلين والإيوزين (H&E).

- سرطان الخلايا الخاتمية في المعدة. تلوين الهيماتوكسيلين والإيوزين (H&E).أنواع أخرى من سرطان المعدة: الأورام اللمفاوية: تشكل حوالي 5% من سرطانات المعدة.[37] تشمل الأورام اللمفاوية للخلايا البائية في المنطقة الهامشية خارج العقد اللمفاوية (MALT type)، وهي الأكثر شيوعًا، وأيضًا بدرجة أقل الأورام اللمفاوية الكبيرة المنتشرة للخلايا البائية، أورام MALT تمثل حوالي 50% من الأورام اللمفاوية المعدية. الأورام السرطاوية (Carcinoid tumors) وأورام السدى المعدية, قد تحدث أيضًا في المعدة ولكنها أقل شيوعًا من الأورام الغدية واللمفاوية

### تصنيف مراحل سرطان المعدة
إذا تم العثور على خلايا سرطانية في عينة الأنسجة، فإن الخطوة التالية هي تصنيف المرض لمعرفة مدى انتشاره. تُستخدم اختبارات مختلفة لتحديد ما إذا كان السرطان قد انتشر، وأي أجزاء من الجسم قد تأثرت، لأن سرطان المعدة يمكن أن ينتشر إلى الكبد والبنكرياس وأعضاء أخرى قريبة من المعدة، بالإضافة إلى الرئتين. فقد يطلب الطبيب إجراء تصوير مقطعي محوسب (CT)، أو تصوير مقطعي بالإصدار البوزيتروني (PET)، أو فحص بالموجات فوق الصوتية بالمنظار، أو اختبارات أخرى لفحص هذه المناطق. قد يتم طلب اختبارات دم للكشف عن مؤشرات الأورام، مثل المستضد السرطاني المضغي (CEA) والمستضد الكربوهيدراتي، حيث ترتبط مستوياتها بمدى انتشار المرض، خاصة إلى الكبد، وفرصة الشفاء.
قد لا تكتمل عملية التصنيف إلا بعد الجراحة، حيث يقوم الجراح بإزالة العقد الليمفاوية القريبة وأخذ عينات من الأنسجة من مناطق أخرى في البطن لفحصها من قبل أخصائي علم الأمراض.
المراحل السريرية لسرطان المعدة هي 
- المرحلة 0: يقتصر السرطان على البطانة الداخلية للمعدة، ويمكن علاجه عن طريق الاستئصال المخاطي بالمنظار إذا تم اكتشافه مبكرًا جدًا (عبر الفحوصات الروتينية)، أو من خلال استئصال المعدة واستئصال العقد الليمفاوية دون الحاجة إلى العلاج الكيميائي أو الإشعاعي.
- المرحلة I:
  - المرحلة 1A: يخترق السرطان الطبقة الثانية أو الثالثة من جدار المعدة، ويتم علاجه بالجراحة التي تشمل إزالة الثرب.
  - المرحلة 1B: يخترق الطبقة الثانية من جدار المعدة ويمتد إلى العقد الليمفاوية القريبة، وقد يتطلب العلاج الكيميائي (5-فلورويوراسيل) والعلاج الإشعاعي.
- المرحلة II:
  - انتشار السرطان إلى الطبقة الثانية من جدار المعدة والعقد الليمفاوية البعيدة، أو إلى الطبقة الثالثة والعقد الليمفاوية القريبة، أو إلى جميع الطبقات دون إصابة العقد الليمفاوية.
  - يُعالج بنفس طريقة المرحلة الأولى، مع احتمال استخدام العلاج الكيميائي قبل الجراحة (العلاج الكيميائي المساعد الجديد).
- المرحلة III:
  - انتشار السرطان إلى الطبقة الثالثة والعقد الليمفاوية البعيدة، أو إلى الطبقة الرابعة مع التأثير على الأنسجة القريبة أو العقد الليمفاوية القريبة أو البعيدة.
  - يتم العلاج بنفس طريقة المرحلة الثانية، ولا تزال هناك فرصة للشفاء في بعض الحالات.
- المرحلة IV:
  - انتشار السرطان إلى الأنسجة القريبة والعقد الليمفاوية البعيدة أو انتقاله إلى أعضاء أخرى.
  - في هذه المرحلة، نادرًا ما يكون الشفاء ممكنًا، لكن يمكن استخدام تقنيات لإطالة الحياة أو تخفيف الأعراض، مثل العلاج بالليزر، أو الجراحة، أو الدعامات للحفاظ على مسار الجهاز الهضمي مفتوحًا، إلى جانب العلاج الكيميائي باستخدام أدوية مثل: 5-فلورويوراسيل، سيسبلاتين، إبيروبيسين، إيتوبوسيد، دوكسيتاكسيل، أوكساليبلاتين، كابيسيتابين، أو إيرينوتيكان.

### تصنيف TNM لسرطان المعدة
يُستخدم نظام تصنيف TNM أيضًا لتحديد مدى انتشار السرطان في المعدة والأعضاء الأخرى.
في دراسة أُجريت على التنظير الداخلي في اسكتلندا، تم تشخيص المرضى بنسب:
- 7% في المرحلة الأولى
- 17% في المرحلة الثانية
- 28% في المرحلة الثالثة

وفي دراسة بولاية مينيسوتا، كانت النسب:
- 10% في المرحلة الأولى
- 13% في المرحلة الثانية
- 18% في المرحلة الثالثة

أما في مقاطعة فالديفيا بجنوب تشيلي، فقد تم تشخيص:
- 5% فقط في أول مرحلتين
- 10% في المرحلة الثالثة

## العلاج
الجراحة
الجراحة هي العلاج الأكثر استخدامًا وفيه يتم استئصال جزء أو كل المعدة وبعض الأنسجة المحيطة بها مع استئصال جزء من الأنسجة السليمة كضمان.
يتعلق علاج سرطان المعدة بالمرحلة التي يتم فيها تشخيص سرطان المعدة. وتشكل العملية الجراحية المعدة لاستئصال الورم من المعدة (Gastrectomy) الطريقة الوحيدة لعلاج سرطان المعدة التي يمكن أن تحقق الشفاء التام من سرطان المعدة. يمكن، خلال هذه العملية، استئصال جزء من المعدة (Partial gastrectomy) أو استئصال المعدة بالكامل (Full gastrectomy)، وذلك وفق الحاجة وتبعا لدرجة انتشار الورم.
قد يضطر الجراح لاستئصال جزء من المريء أو الطحال أو حتى المبايض أو الأمعاء أو البنكرياس حسب درجة انتشار الورم. نسبة الشفاء تصل إلى 40%.
العلاج الكيماوي
العلاج بالأشعة
في بعض الحالات المعينة، وخاصة تلك التي يكون الورم فيها قد انتشر إلى جدار المعدة، من المتبع عادة الدمج بين المعالجة الإشعاعية (Radiotherapy) والمعالجة الكيميائية (Chemotherapy).
العلاج البيولوجي
علاج منوع